# الدهايس (الزكاكرة)
الدهايس هو دُوَّار يقع بجماعة كرديد، إقليم سيدي بنور، جهة الدار البيضاء سطات في المملكة المغربية. ينتمي الدوّار لمشيخة الزكاكرة التي تضم 8 دواوير. يقدر عدد سكانه بـ 350 نسمة حسب الإحصاء الرسمي للسكان والسكنى لسنة 2004.

## روابط خارجية
- البوابة الوطنية للجماعات الترابية
- المندوبية السامية للتخطيط